# 文心雕龍文論術語析論
《文心雕龍文論術語析論》是王金凌在1981年出版的書籍，主要解釋《文心雕龍》文體論中各種術語的含義。

## 內容
全書分為五章，第一章說明了作者的主觀因素；第二章說明了作品的內容；第三和第四章中說明了作品的形式；第五章中說明了作品完成的風貌。每一章分析的術語如下：
1. 「才質」：「氣」、「才」、「性」、「情」、「志」、「神」、「心」七個術語；
2. 「事義」：“遥深”、“浮浅”、“信实”、“虚诞”、“贞正”、“赅赡”、“疏阔”、“昭晰”、“条贯”、“辨析”、“精要”、“繁杂”、“密附”、“丰博”、“短阙”、“奇巧”、“委婉”十七个术语；
3. 「辞采」：“质文”、“丽”、“彪蔚”、“绮靡”、“华侈”、“炜烨”、“润泽”、“绚藻”八个术语；
4. 「声律」：“声调”、“节奏（长、短、缓、促、急、舒）”、“旋律（靡、流、凝、滞、转園、沈腿）”三个部分；
5. “体势”：“体”、“势”、“风骨”三个术语。

作者解析術語時先會描述了其本義，接着說明當中的引申義，然後考察術語當中在《文心雕龍》具體使用中的不同含義，最後再重新將當中的含義歸類說明。

## 評價
牟世金指本書的特點是析義詳細。作者沒有忽視詞語的本義，而是由實際出發以說明當中的具體含義。但是他也指，這樣的做法靈活性較大，因此對於具體的文義之間的理解上是有可能錯誤的。如《樂府》中，作者將「氣爽才麗」中的「氣」解釋作「才能」，這樣的話整句意思就會變成了「才爽才氣」，意思不免有不妥。然而，作者分析也有一些精到的地方，如「情」中其中一義是「情實」，作者將《風骨》中的「洞曉情變」，過去的注家都將當中「情」當作「感情」理解，而作者將分析了「情」術語使用後，將其解作「情實」的意思。牟世金指，這樣的說法是相當有見地的。此外，作者對於《文心雕龍》中很多重要術語都沒有解釋，「道」、「自然」、「數」、「術」、「奇正」、「比興」、「文」、「物」等重要術語都沒有，反而是詳細解釋一些句意明白的術語，如「淺」和「深」。:91-94
張少康指，作者不像是其他人一樣離開了原著以討論術語的意思，而是結合了原著中的內容以討論當中的術語的使用，而且對於術語的多種含義作了論證和說明，使讀者「不會因一個術語的多種含義而茫然無所適從」。但是，作者的術語描述方面也些不足。張少康指，作者在文術含義的概括之中的舉例有些不合切，而一些術語的含義概括得也不能太准確，再者有很多重要的文論術語沒有收錄。此外，有很多所收條目實際上不是術語，而只是一般的用語，「信實」一詞實際上是分用的，更加談不上是術語，「明顯影響了本書的科學性」。他指這是因為作者對於《文心雕龍》認識不很科學、敘述不夠全面的原因。:525-530
周振甫指出，此書沒有解釋很多重要的文論術語，反而對很多非文論術語的字詞解釋很多。但是作者在分析的時候，沒有忽視詞語的本義，不拘古訓，從實際的上下文意義探索具體的命名用意。:471-472張文勛指，此書「不僅有助於研究者對《文心》理論範疇的認識，而且對初學《文心》的讀者也有幫助」。:244-245劉渼指，此書為《文心雕龍》研究「提供了工具書的便利性，並具有學術價值的參考」，並指他對於《風骨》的解說對於台灣學界也有所影響。